# 華蔵寺 (深谷市)
華蔵寺（けぞうじ）は、埼玉県深谷市にある真言宗豊山派の寺院である。建物は本堂、山門（鐘楼門）、大日堂、毘沙門堂、十王堂（閻魔堂）、庫裡　、心王殿（多目的ホール）、華蔵寺美術館などで構成される。

## 概要
開基（創設者）は新田義兼（新田氏の祖義重3男、新田氏第2代）。創建は建久5年（1194年）。山号は心王山（しんのうざん）。宗紋は輪違い紋。本尊は大日如来（埼玉県指定重要文化財）、他に阿弥陀如来立像（円空作）。
実業家・渋沢栄一の生家「中の家（なかんち）」の菩提寺であり、境内には栄一の両親や祖父母の墓がある。昭和2年（1927年）には栄一によって揮毫奉納された寺号額ならびに赤松が植樹されたが、赤松は雪害によって倒壊してしまい、現在は2代目が植えられている。